# Oposició perihèlica de Mart
El 29 d'agost, la Terra passa entre el Sol i el periheli de l'òrbita de Mart. Si el planeta es troba en eixe moment en el seu periheli, nosaltres podríem observar una oposició perihèlica i Mart distaria llavors només 55,8 milions de quilòmetres de la Terra, el veuríem brillar esplendorosament en la constel·lació d'Aquari i, vist a través d'un telescopi, apareixeria com un disc roig ple de màcules, amb un diàmetre aparent de 25". Visible durant tota la nit, estaria en les millors condicions per a la seva observació. Però mai una oposició és exactament perihélica, i la que va tenir efecte el 28 d'agost del 2003 va ser de les més favorables.

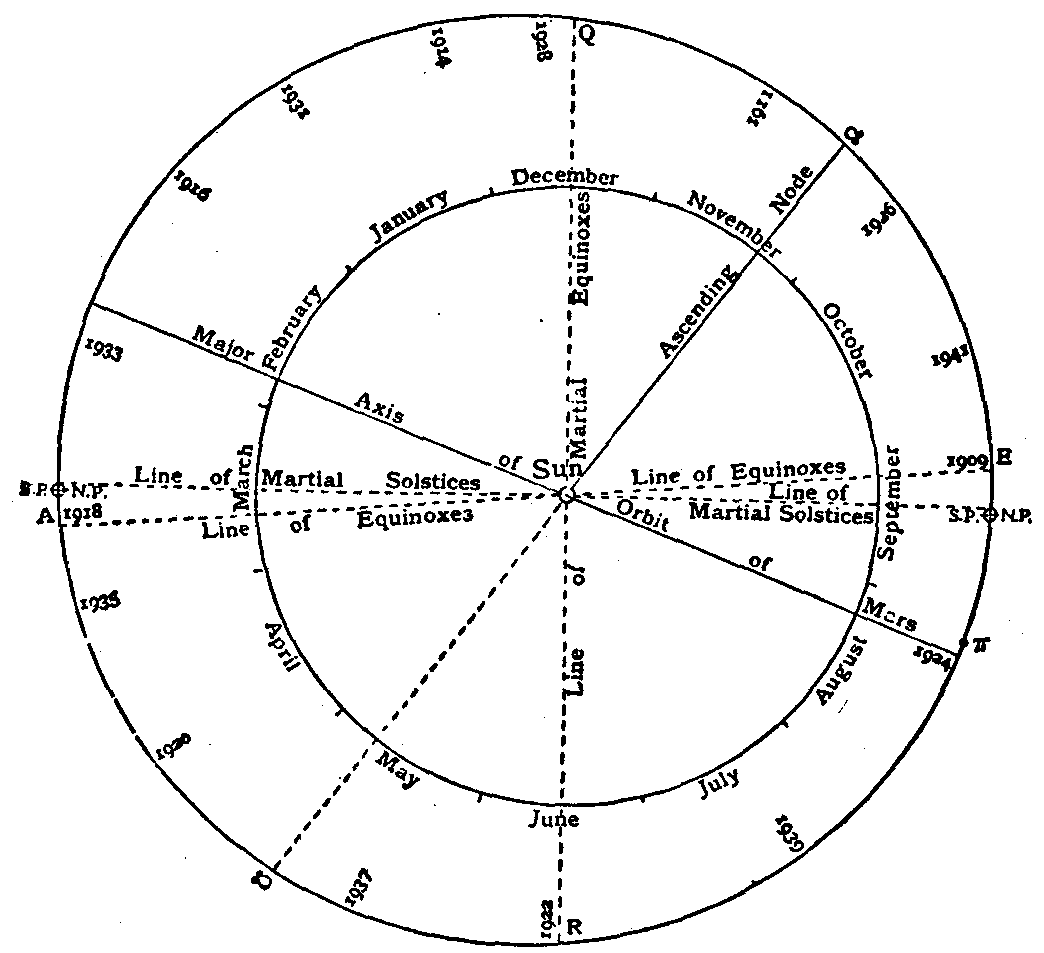
Òrbites de la Terra i de Mart

Cada dos anys hi ha una oposició de Mart amb un retard de 2 mesos. La seva revolució sideral és d'1 any 322 dies, o siga de 2 anys menys 43 dies, i la seva revolució sinòdica de 2 anys i 50 dies (780 dies), sent la major de les revolucions sinòdiques dels planetes principals. En realitat, l'interval entre dues oposicions successives pot diferir prou dels 780 dies a causa de l'excentricitat de l'òrbita; entre dues oposicions pròximes al periheli no hi ha més que 764 dies i arriba a 810 dies per a dos oposicions pròximes a l'afeli. Les mateixes condicions es reproduïxen cada 7 o 8 oposicions (aproximadament, cada 15 anys o 17 anys). Així, l'observació de Mart és favorable cada 26 mesos durant un període limitat. Si l'oposició es produïx prop del periheli de la seva òrbita, és a dir una vegada cada 15 anys, l'observació és molt favorable.
Com acabem de dir, les oposicions més favorables a l'observació física del planeta són les d'agost o setembre, que ens presenta el seu hemisferi sud. Quan una oposició té lloc al febrer o març, estant Mart pròxim a l'afeli, la seva distància a la Terra mai és inferior als 101 milions de km i el disc del planeta té un diàmetre aparent no major dels 14", sent llavors l'hemisferi nord el que es veu. Per això no és estrany que en l'època telescòpica coneguérem millor les configuracions australs que les boreals.
En el tauler que segueix donem les dates d'oposicions perihèliques de Mart compreses entre 1862 i 2035:
| 6 octubre 1862   | 5 setembre 1877 | 4 agost 1892    | 6 juliol 1907    |
| 24 setembre1909  | 23 agost 1924   | 23 juliol1939   | 10 octubre 1941  |
| 10 setembre 1956 | 10 agost 1971   | 10 juliol 1986  | 28 Setembre 1988 |
| 28 Agost 2003    | 27 juliol 2018  | 13 octubre 2020 | 15 setembre 2035 |

Per les característiques de les òrbites cada 15, 32, 47, 79, 284 i 353 anys es produïxen oposicions perihèliques molt importants. El 28 d'agost de 2003 Mart es trobava a la mínima distància a la Terra en 60.000 anys (quan els neandertals habitaven Europa) quan va passar a només 55,76 milions de km de la Terra, aconseguint una magnitud de -2,9. L'estrella més brillant, Sírius, té una magnitud de -1,4 mentre que la Lluna plena aconseguix -12,7. Les màximes aproximacions recents van ser en 1971 i 1988. La pròxima vegada que Mart estiga tan prop serà l'any 2287 i s'aproximarà 70.000 km més.

## Descobriments en les oposicions perihèliques
La discussió pel descobriment dels pretesos canals de Mart per Giovanni Schiaparelli durant l'oposició de 1887, va ser llarga i sovint activa i animada. Aquest astrònom italià va veure, o va creure veure, en les regions més clares del planeta, un entrecreuament de línies d'aspecte geomètric que en certes èpoques pareixia que es desdoblaven. Per a les persones sensates, estes línies no eren més que una esquematització de detalls reals d'estructura més complexa. En els llocs en què Schiaparelli dibuixava una recta, els observadors ponderats no veien més que una sèrie de taques irregulars. La situació es va complicar al traduir a l'anglès la paraula italiana canali, es va escollir canals, que implica una obra artificial a channels, que implica una formació natural, de manera que molta gent va anar més enllà que el que havia gosat el mateix Schiaparelli: els canals havien sigut construïts per éssers intel·ligents per a irrigar les extenses regions desèrtiques a què Mart deu el seu color roig. Un dels més fervents partidaris d'aquesta teoria fou l'astrònom Percival Lowell. Estos apassionats observadors descobrien constantment nous canals, de manera que els seus mapes marcians apareixien coberts d'una xarxa inextricable. Amb les excel·lents fotografies en Flagstaff i en el Pic du Midi, confirmades per les observacions visuals efectuades amb el gran telescopi de l'Observatori de Meudon, en les oposicions perihèliques de 1907 i 1909 quasi van acabar amb la controvèrsia al revelar la vertadera naturalesa de les configuracions marcianes. Avui en dia està admès que els irregulars contorns dels accidents observats es deuen al joc de les forces naturals i no als treballs d'un exèrcit d'enginyers.